# 皺唇犬吻蝠
皺唇犬吻蝠（Chaerephon plicata），又稱犬吻蝠或皺唇蝠，係一種屬於犬吻蝠科的蝙蝠品種。牠們分佈於孟加拉、中國、印度、斯里蘭卡，以及泰國、印尼等東南亞地區。
种名 plicata 意为“有褶皱的”。

## 生活習性
皺唇犬吻蝠為群居性動物，於泰國可以見到超過十多萬隻蝙蝠同一時間由山洞飛出。牠們飛行速度高，但靈活度比其他蝙蝠較低。
皺唇犬吻蝠為食蟲性，主要捕捉飛蛾、甲蟲這類昆蟲。

## 資料來源
1. ↑  Csorba, G.; Bumrungsri, S.; Francis, C.; Bates, P.; Ong, P.; Gumal, M.; Kingston, T.; Heaney, L.; Balete, D.S.; Molur, S.; Srinivasulu, C. . The IUCN Red List of Threatened Species. 2020, 2020: e.T4316A22018444  [16 November 2021]. doi:10.2305/IUCN.UK.2020-2.RLTS.T4316A22018444.en .

- Chiroptera Specialist Group 1996，2007年7月30日檢視。
- 《香港陸上哺乳動物圖鑑》